# Hans Ernst Krumsee
Hans Ernst Krumsee (Crumsee) (død 21. juli 1678 ved Landør) var en dansk officer.
Han stammede vel fra Krummensee i Holsten og var allerede i Frederik III's tid trådt i dansk krigstjeneste. Ved tronskiftet 1670 var han kaptajn ved Sjællandske nationale Infanteriregiment, med hvilket han også deltog i de første to års felttog af Den Skånske Fejde. Da de danske i oktober 1676 havde erobret Carlshamn i Blekinge, udnævntes Krumsee til kommandant i denne lille fæstning, der nu blev et af snaphanernes vigtigste tilflugtssteder. Det var derfor svenskerne om at gøre at tage den tilbage. Et natligt angreb i februar 1677 afslog Krumsee dog med stor tapperhed og dygtighed, men fjenden kom snart igen, denne gang med stor overmagt og anført af den berømte Johan Gyllenstierna. Efter at to fregatter, der lå i havnen, havde fået tid til at ise sig ud i åben sø, så Krumsee sig 8. marts tvunget til at overgive fæstningen mod fri afmarche for besætningen. Under mange genvordigheder og med stort tab af mandskab måtte Krumsee lægge vejen over Stockholm, Gefle, Røros og Christiania, blev ved hjemkomsten stillet for en krigsret, men frikendt med glans. Året efter deltog han i en ekspedition, som Niels Juel landsatte ved Landør for at undsætte Christiansstad, men som blev kastet tilbage med stort tab 21. juli 1678. Blandt de faldne var den tapre Krumsee. 